# Chailloué (Chailloué)
Chailloué ist eine Commune déléguée in der französischen Gemeinde Chailloué mit 614 Einwohnern (Stand: 1. Januar 2022) im Département Orne in der Region Normandie.
Mit Wirkung vom 1. Januar 2016 wurden die bisherigen Gemeinden Chailloué, Marmouillé und Neuville-près-Sées zur namensgleichen Commune nouvelle Chailloué zusammengeschlossen und haben in der neuen Gemeinde den Status einer Commune déléguée. Der Verwaltungssitz befindet sich im Ort Chailloué. Die Gemeinde Chailloué gehörte zum Kanton Sées und zum Arrondissement Alençon.

## Lage
Chailloué ist umgeben von den Ortschaften Le Château-d’Almenêches im Nordwesten, Marmouillé im Norden, Godisson im Nordosten, Neuville-près-Sées im Osten, Sées im Süden und Macé im Westen.

## Bevölkerungsentwicklung
| Jahr      | 1962 | 1968 | 1975 | 1982 | 1990 | 1999 | 2008 | 2015 |
| --------- | ---- | ---- | ---- | ---- | ---- | ---- | ---- | ---- |
| Einwohner | 644  | 669  | 610  | 501  | 436  | 464  | 531  | 629  |